# Calais
Calais (tradicionalmente en español, Calés) es una ciudad y comuna francesa situada en el departamento del Paso de Calais (del cual es una subprefectura y la ciudad más poblada), de la región de Alta Francia.
La población de la ciudad, según el censo de 2020 era de 67 544 habitantes, aunque la totalidad del área metropolitana tiene 126 774 habitantes.
Situada sobre el estrecho que separa el canal de la Mancha del mar del Norte, a 20 km del cabo Gris-Nez que es el lugar francés más próximo de Inglaterra (30 km), la ciudad es conocida por su puerto de pasajeros (el más importante de Francia) con sus barcos hacia Inglaterra y el Eurotúnel.
Los habitantes se llaman Calaisiens.

## Geografía

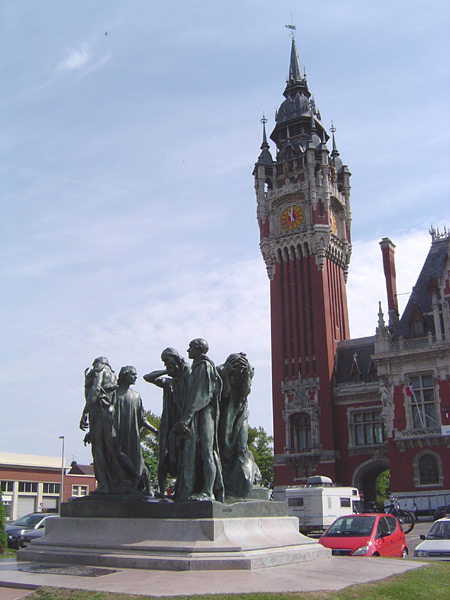
Estatua de los burgueses de Calais, delante del ayuntamiento.

Calais está situada al borde del Canal de la Mancha, cerca del mar del Norte. Pertenece a la costa de Ópalo, zona costera turística del norte de Francia. Está situada a 90 km al noroeste de Lille y 235 km al norte de París.
El casco antiguo de la ciudad, Calais-Nord, se encuentra en una isla artificial rodeada de canales y puertos. La parte moderna de la ciudad, Saint-Pierre, se halla al sur y sudeste.
En días claros se pueden ver fácilmente las rocas blancas de los acantilados de Dover.

### Clima
| Parámetros climáticos promedio de Calais (Aeropuerto Calais-Dunkerque), normales 1991–2010, extremos 1991–presente | Parámetros climáticos promedio de Calais (Aeropuerto Calais-Dunkerque), normales 1991–2010, extremos 1991–presente | Parámetros climáticos promedio de Calais (Aeropuerto Calais-Dunkerque), normales 1991–2010, extremos 1991–presente | Parámetros climáticos promedio de Calais (Aeropuerto Calais-Dunkerque), normales 1991–2010, extremos 1991–presente | Parámetros climáticos promedio de Calais (Aeropuerto Calais-Dunkerque), normales 1991–2010, extremos 1991–presente | Parámetros climáticos promedio de Calais (Aeropuerto Calais-Dunkerque), normales 1991–2010, extremos 1991–presente | Parámetros climáticos promedio de Calais (Aeropuerto Calais-Dunkerque), normales 1991–2010, extremos 1991–presente | Parámetros climáticos promedio de Calais (Aeropuerto Calais-Dunkerque), normales 1991–2010, extremos 1991–presente | Parámetros climáticos promedio de Calais (Aeropuerto Calais-Dunkerque), normales 1991–2010, extremos 1991–presente | Parámetros climáticos promedio de Calais (Aeropuerto Calais-Dunkerque), normales 1991–2010, extremos 1991–presente | Parámetros climáticos promedio de Calais (Aeropuerto Calais-Dunkerque), normales 1991–2010, extremos 1991–presente | Parámetros climáticos promedio de Calais (Aeropuerto Calais-Dunkerque), normales 1991–2010, extremos 1991–presente | Parámetros climáticos promedio de Calais (Aeropuerto Calais-Dunkerque), normales 1991–2010, extremos 1991–presente | Parámetros climáticos promedio de Calais (Aeropuerto Calais-Dunkerque), normales 1991–2010, extremos 1991–presente |
| Mes | Ene. | Feb. | Mar. | Abr. | May. | Jun. | Jul. | Ago. | Sep. | Oct. | Nov. | Dic. | Anual |
| --- | --- | --- | --- | --- | --- | --- | --- | --- | --- | --- | --- | --- | --- |
| Temp. máx. abs. (°C)                                                                                               | 15.0 | 18.6 | 22.6 | 25.5 | 31.1 | 34.0 | 39.9 | 35.7 | 32.0 | 27.6 | 20.2 | 17.0 | 39.9 |
| Temp. máx. media (°C)                                                                                              | 7.4 | 8.2 | 10.4 | 13.3 | 16.4 | 19.2 | 21.7 | 22.2 | 19.3 | 15.3 | 10.9 | 7.4 | 14.3 |
| Temp. media (°C)                                                                                                   | 4.9 | 5.4 | 7.2 | 9.3 | 12.4 | 15.1 | 17.5 | 17.8 | 15.3 | 11.9 | 8.2 | 4.9 | 10.9 |
| Temp. mín. media (°C)                                                                                              | 2.4 | 2.7 | 3.9 | 5.3 | 8.4 | 11.0 | 13.2 | 13.5 | 11.2 | 8.4 | 5.5 | 2.5 | 7.4 |
| Temp. mín. abs. (°C)                                                                                               | -14.0 | -11.3 | -5.9 | -5.0 | -0.4 | 3.3 | 4.9 | 5.6 | 0.9 | -5.7 | -7.1 | -13.2 | -14 |
| Precipitación total (mm)                                                                                           | 55.3 | 42.7 | 39.9 | 41.3 | 54.5 | 53.6 | 54.8 | 63.5 | 63.0 | 86.2 | 90.7 | 77.1 | 722.6 |
| Días de precipitaciones (≥ 1.0 mm)                                                                                 | 11.0 | 9.3 | 8.8 | 8.6 | 9.1 | 8.8 | 8.4 | 8.4 | 10.1 | 11.7 | 13.3 | 12.0 | 119.0 |
| Fuente: Meteo France                                                                                               | | | | | | | | | | | | | |

## Demografía
| 6 549 | 6 996 | 8 102 | 8 854 | 10 437 | 10 865 | 12 508 | 11 444 | 10 993 | 11 969 | 12 934 | 12 727 | 12 843 | 12 573 | 13 529 | 58 969 | 56 867 | 56 940 | 59 743 | 66 627 | 72 322 | 73 001 | 71 629 | 70 213 | 67 568 | 50 048 | 60 340 | 70 372 | 74 624 | 78 820 | 76 527 | 75 309 | 77 333 | 74 500 | 75 290 | 75 961 |
| Para los censos de 1962 a 1999 la población legal corresponde a la población sin duplicidades (Fuente: INSEE [Consultar]) |       |       |       |        |        |        |        |        |        |        |        |        |        |        |        |        |        |        |        |        |        |        |        |        |        |        |        |        |        |        |        |        |        |        |        |

## Historia

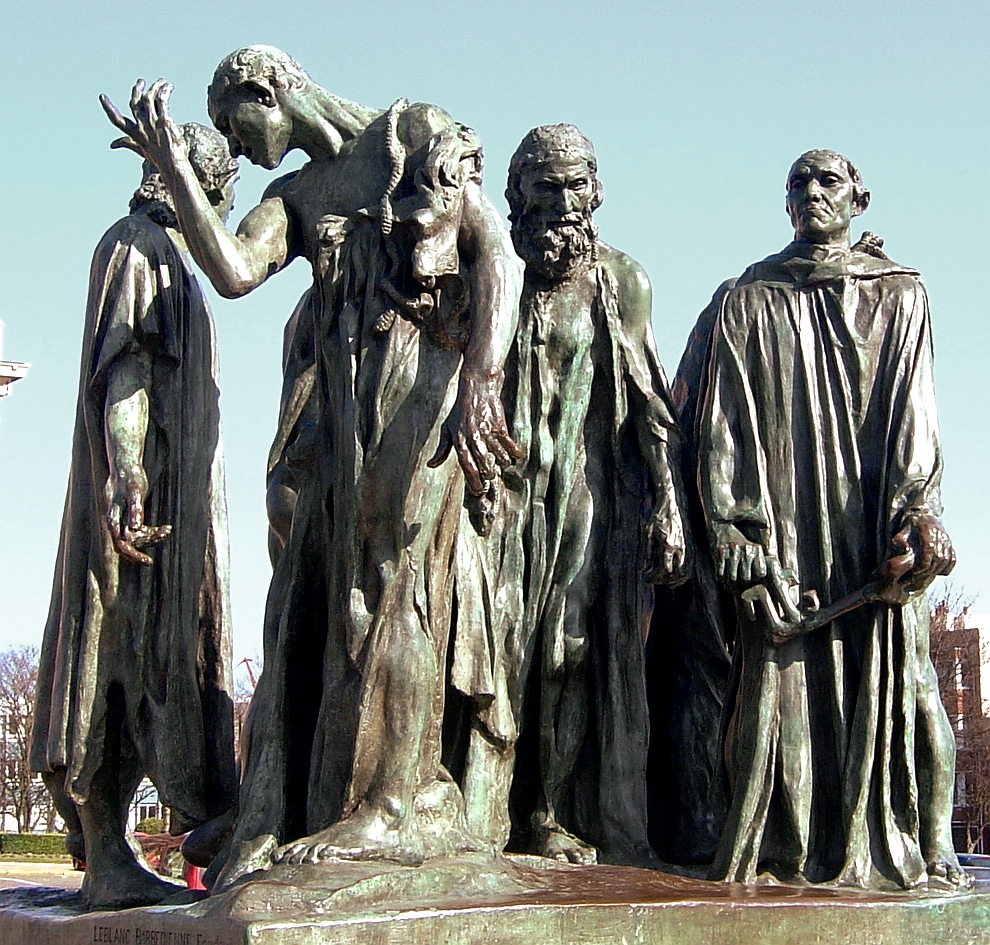
Los burgueses de Calais, escultura de Auguste Rodin.

Calais se fundó como pueblo pesquero un poco antes del siglo X. En 997 fue ampliado por el conde de Flandes, y en 1224 fue fortificado por el conde de Bolonia. Su estratégica posición lo convirtió en objetivo clave para el creciente poder del reino de Inglaterra, y la ciudad fue tomada por el rey inglés Eduardo III en 1347, tras los once meses de asedio que siguieron a la batalla de Crécy.
El rey, furioso ante tal resistencia, exigió represalias contra los ciudadanos de Calais por esa feroz resistencia y ordenó la ejecución de toda la población. Aceptó perdonarla con la condición de que seis personajes notables de la ciudad se presentasen ante él, con la cabeza descubierta, descalzos y con una cuerda alrededor del cuello para que los ahorcasen. La reina consorte de Inglaterra, Felipa de Henao, se apiadó de ellos y suplicó a su marido el perdón. El rey aceptó, pero ordenó el exilio de todos los ciudadanos que no prestasen un juramento de adhesión y los reemplazó por ciudadanos ingleses. El título municipal de Calais, que había concedido a la ciudad la condesa de Artois, fue confirmado ese mismo año por el rey Eduardo III.
En 1360, el tratado de Brétigny cedió a la soberanía inglesa a perpetuidad Guines, Marck y Calais (colectivamente, la "Pale de Calais"). Este tratado tuvo una aplicación únicamente informal y parcial.
Pocos años después, en 1363, se convirtió la ciudad en puerto, cuyo comercio estaba regulado por el propio rey. Pasó a ser un borough parlamentario que ya en 1372 enviaba burgueses a la Cámara de los Comunes del Parlamento de Inglaterra. A pesar de todo, en términos eclesiásticos siguió formando parte de la diócesis de Thérouanne.
La ciudad fue conocida como "la joya más reluciente de la corona inglesa" debido a su gran importancia en el comercio de estaño, plomo, productos textiles y lana. Los aranceles cobrados llegaron a representar la tercera parte de los ingresos del gobierno inglés, con especial mención a la importancia que tenía el comercio de lana. De una población de unos 12.000 habitantes, hasta 5.400 llegaron a tener relación con el comercio de lana. El gobierno o Capitanía de Calais era un cargo público lucrativo y muy apreciado; el famoso Dick Whittington fue a la vez Lord Mayor of London y alcalde de Calais en 1407.
Calais fue considerada durante muchos años parte integrante del reino de Inglaterra, con representantes en el parlamento inglés. En una de sus puertas se podía leer la inscripción:
Then shall the Frenchmen Calais win
When iron and lead like cork shall swim
Sólo entonces ganarán Calais los franceses
Cuando el hierro y el plomo floten como el corcho
Sin embargo, la realidad era muy distinta. La ciudad no contaba con defensas naturales, por lo que el dominio inglés de Calais dependía de fortificaciones de muy caro mantenimiento. Mantener Calais era un asunto costoso que era puesto a prueba con frecuencia por parte de las tropas de Francia y del Ducado de Borgoña, con la proximidad de la frontera franco-borgoñona. La duración del dominio inglés sobre Calais fue debida en gran parte a las luchas entre Francia y Borgoña, y a que ambos preferían ver la ciudad en manos inglesas antes que en manos de su enemigo. La situación cambió con la victoria francesa sobre Borgoña y la incorporación del ducado a Francia.
El final del dominio inglés sobre Calais llegó el 7 de enero de 1558 cuando los franceses, capitaneados por Francisco de Guisa, tomaron ventaja ante una guarnición debilitada en unas fortificaciones también debilitadas y retomaron la ciudad. La región que rodeaba Calais, que se llamaba el Calaisis, fue rebautizada como Pays Reconquis ("región reconquistada") como recuerdo de su recuperación. Ante esta noticia, la entonces reina de Inglaterra, María I, declaró: "Cuando muera, en mi corazón llevaré escrito Calais".
Los españoles asediaron y capturaron la ciudad en 1596 mediante un ejército expedicionario procedente de los Países Bajos españoles. La ocupación duró hasta 1598, cuando se devolvió la plaza a Francia por el tratado de Vervins.

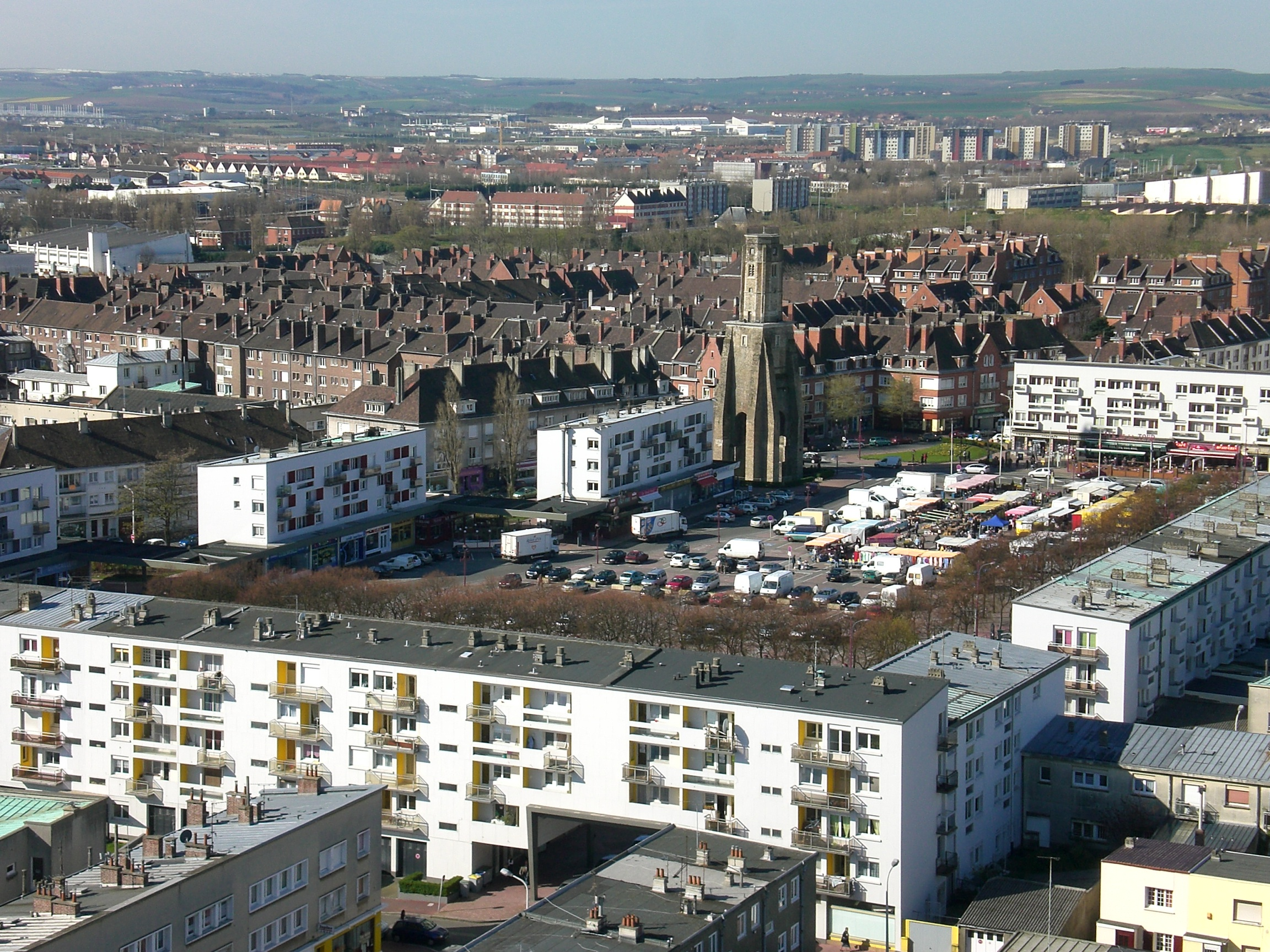
Vista de la Place d'Armes.

Durante el siglo XVIII, Calais consiguió fama científica. Cuando se definió el metro por vez primera en relación con las dimensiones de la Tierra, se basaba en la distancia entre Calais y Perpiñán, lo que se acerca bastante a la línea de máxima longitud entre el norte y el sur de Francia.
Calais tuvo una gran relevancia durante el conflicto entre Francia y el Reino Unido durante las guerras napoleónicas (1803-1815). En 1805, alojó al ejército y a la flota de Napoleón antes de su invasión fallida a la Gran Bretaña.
Los británicos regresaron a Calais durante la Primera Guerra Mundial (1914-1918), debido a su proximidad con el frente de Flandes. Fue un puerto vital para el abastecimiento militar del Frente Occidental. La ciudad fue arrasada durante la Segunda Guerra Mundial (1939-1945). En mayo de 1940, fue un objetivo clave de las fuerzas invasoras alemanas y fue el escenario de una última defensa, que permitió que las fuerzas inglesas derrotadas pudieran ser evacuadas desde la cercana ciudad de Dunkerque (a unos 40 km de Calais) tras la batalla de Dunkerque: 3.000 soldados ingleses y 800 franceses, con apoyo de barcos de guerra de la Royal Navy, resistieron desde el 22 hasta el 27 de mayo de 1940 contra dos divisiones de panzer alemanas. La ciudad fue arrasada por un bombardeo incesante y solo treinta de los 3.800 defensores fueron evacuados antes de la caída de la ciudad.
Durante la ocupación alemana, se convirtió en el cuartel general de las fuerzas alemanas en la región del Pas-de-Calais y de Flandes y se fortificó a conciencia, puesto que los alemanes pensaron que los aliados invadirían el continente por ese punto. Se utilizó como lugar de lanzamiento de las bombas V1 y, durante gran parte de la guerra, los alemanes usaron la región como emplazamiento para cañones sobre vías que usaban para bombardear el sudeste de Inglaterra. De hecho, la invasión se produjo mucho más al oeste, en Normandía, el Día D. Calais fue bombardeada con dureza en un intento de destruir las comunicaciones alemanas y convencer a los alemanes de que los Aliados atacarían el Pas-de-Calais para la invasión. La ciudad, ya en ruinas, fue liberada por fuerzas canadienses en octubre de 1944.
En el centro de la plaza principal existe un monumento que es el original de las nueve copias que realizó el escultor francés Auguste Rodin de los burgueses de Calais.

## Administración
La ciudad es administrada por el consejo municipal compuesto de 49 consejeros elegidos por seis años. El consejo elige el alcalde.
| Alcalde             | Inicio | Fin  | Partido |
| ------------------- | ------ | ---- | ------- |
| Jacques Vendroux    | 1959   | 1969 | UNR     |
| Charles Beaugrand   | 1969   | 1971 | UDR     |
| Jean-Jacques Barthe | 1971   | 2000 | PCF     |
| Jacky Hénin         | 2000   | 2008 | PCF     |
| Natacha Bouchart    | 2008   |      | LR      |

## Economía

### Puerto

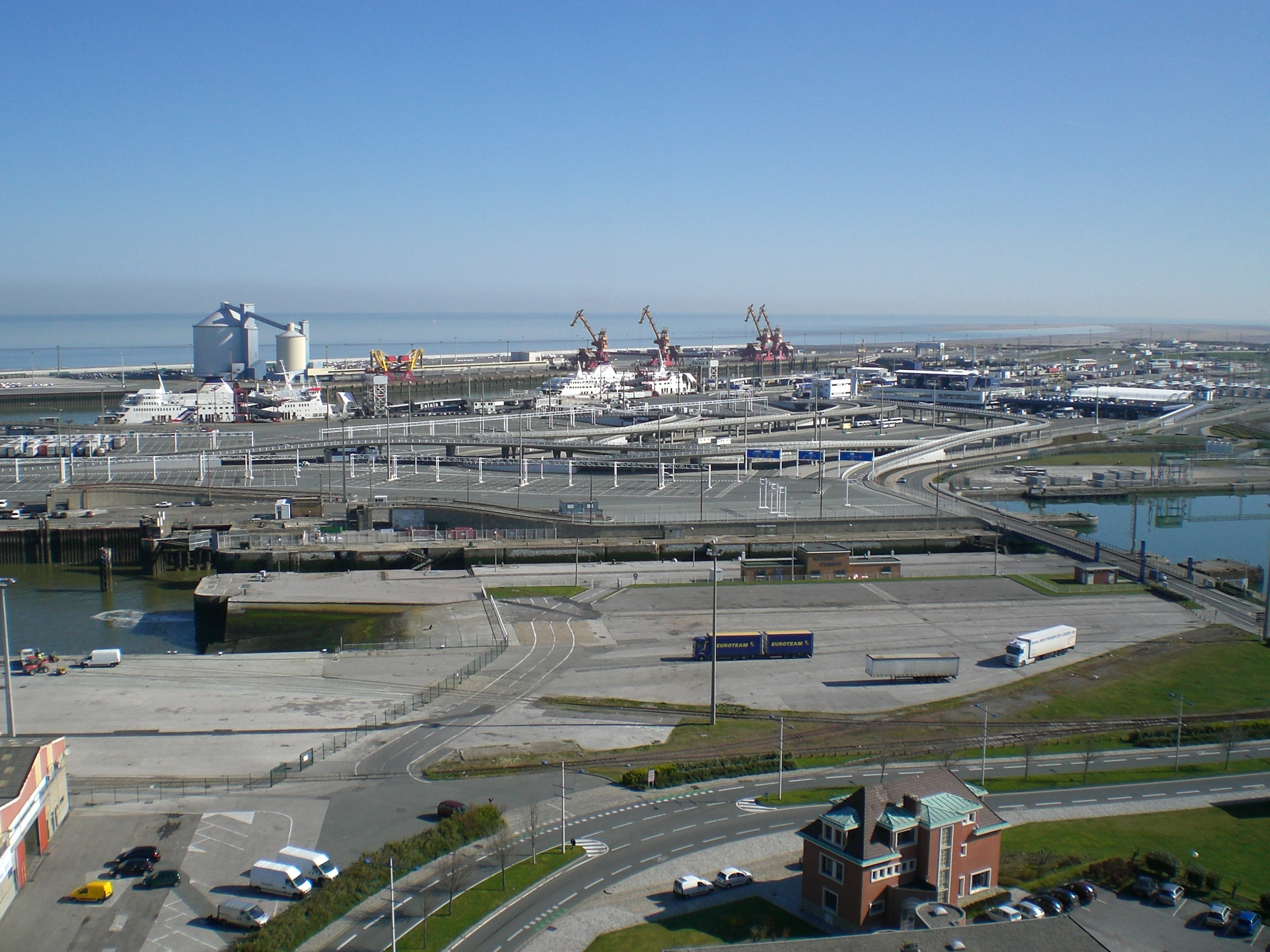
Puerto de Calais.

La proximidad de la ciudad con la isla de Gran Bretaña la han convertido durante siglos en un puerto de gran importancia. Calais es el mayor puerto de Francia en cuanto a tráfico de viajeros, y el cuarto puerto comercial. Es el punto principal de salida de los ferris que van al Reino Unido a través del Canal de la Mancha entre Dover y Calais. La comunicación con el Reino Unido se lleva a cabo por tres compañías. Los barcos tardan unos 75 minutos en realizar el trayecto.

### Túnel bajo el Canal de la Mancha
La terminal francesa del Túnel bajo el Canal de la Mancha, inaugurado en 1994, también se halla cerca de Calais, en la pequeña comuna de Sangatte, a unos 6 kilómetros al oeste de la ciudad.

### Industria
El punto fuerte de la economía de la ciudad es su puerto, pero cuenta con otras industrias. Las principales son la fabricación de corbatas, la industria química, la fabricación de cable submarino de fibra óptica y la fabricación de papel. Hay enlaces ferroviarios directos a París. Calais también es famosa por un tipo particular de bordado que se utiliza en alta costura.
Debido a la gran diferencia en impuestos que hay entre el Reino Unido y Francia en algunos productos como las bebidas alcohólicas, se han creado grandes centros comerciales destinados a los británicos que viajan a Calais solo para adquirir alcohol.

## Personajes célebres
- Gérard Debreu, ganador del Premio de la Banca de Suecia en Ciencias Económicas en memoria de Alfred Nobel
- Yvonne Vendroux, esposa del general Charles de Gaulle
- Pierre Galle, jugador y entrenador de baloncesto
- Jean Galle, entrenador de baloncesto
- Jean-Jacques Barthe, alcalde de Calais de 1971 a 2000
- Djezon Boutoille, jugador de fútbol
- Pierre Hiver, intelectual famoso

## Monumentos y lugares turísticos

### Lugares de interés

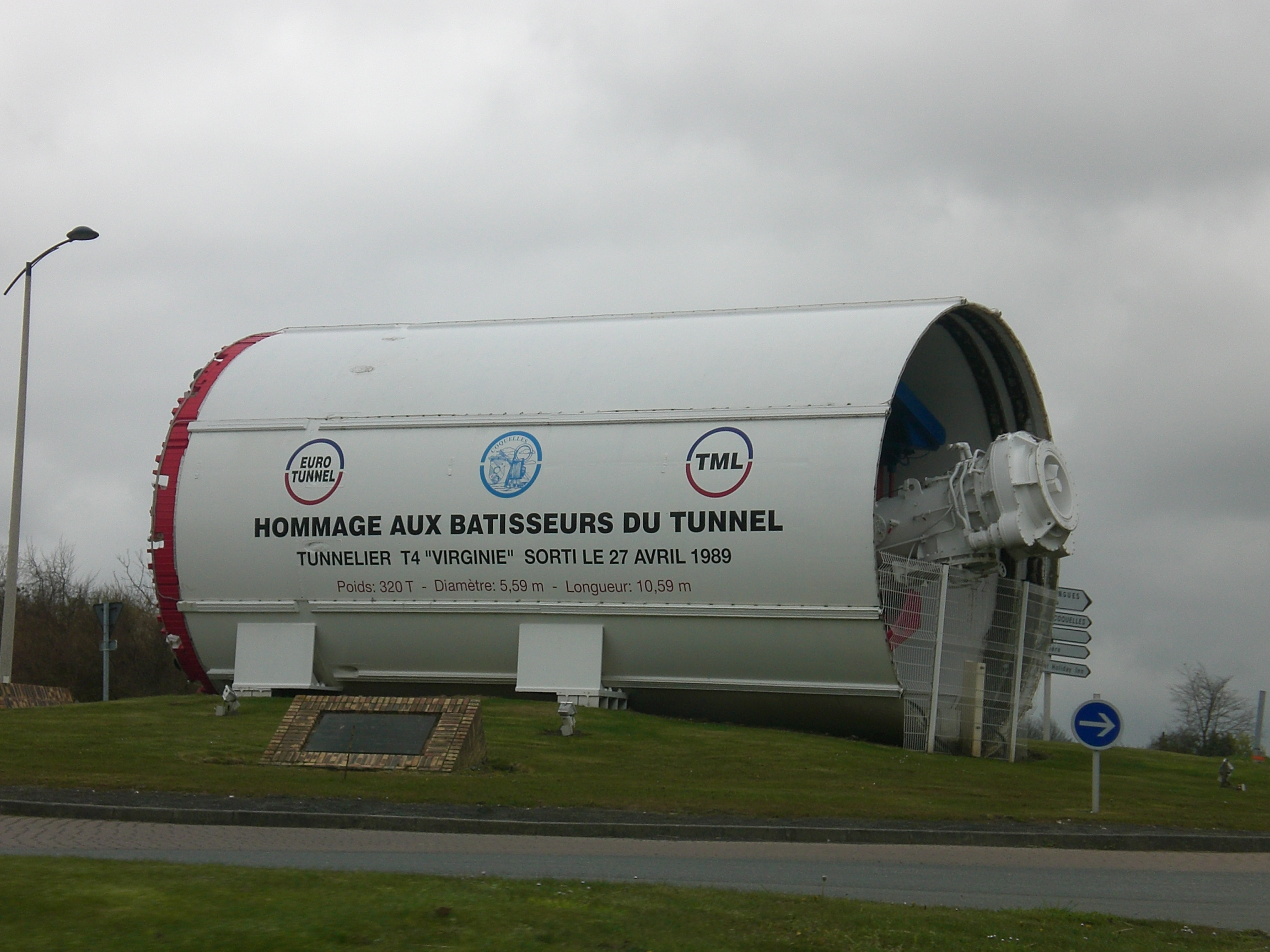
Una de las tuneladoras utilizadas en la construcción del Eurotúnel, está expuesta como monumento en Calais.

La ciudad fue destruida casi por completo durante la Segunda Guerra Mundial (1939-1945), por lo que no queda mucho patrimonio histórico anterior a ese periodo. Para muchos visitantes, la ciudad es solo un lugar de paso.
El centro de la ciudad está presidido por su característica casa consistorial, construida en estilo flamenco renacentista (y que se puede ver desde el mar). Justo delante del ayuntamiento está la estatua de Los burgueses de Calais de Auguste Rodin.
El Cuartel General de los alemanes durante la guerra, situado cerca de la estación de tren en un pequeño parque, está abierto al público hoy en día como museo de guerra.
En el oeste se sitúa la Costa de Ópalo (Côte d'Opale), una hermosa sección costera con acantilados paralelos a los White Cliffs del litoral inglés y que forman parte de la misma formación geológica.

### Monumentos históricos
- La Torre de Guet, del siglo XIII
- La iglesia de Notre-Dame (siglos XIII/XIV/XV), de un particular estilo Tudor. Se puede hacer una visita virtual de la parte que no está restaurada y que aún no permite el acceso del público.

La iglesia sufrió importantes daños durante la Segunda Guerra Mundial (1939-1945), y de momento solo ha podido ser reconstruida parcialmente. La parte a la que el público no puede acceder desde hace más de 60 años es la del coro y en ella se encuentra el retablo de la Capilla de la Virgen.
- La Ciudadela, del siglo XVI
- El Fuerte Risban construido en 1346 y remodelado por Vauban en el siglo XVII
- El Fuerte Nieulay (siglo XVIII).

### Lugares de interés turístico
- El monumento de los burgueses de Calais de Auguste Rodin, inaugurado en Calais en 1895
- La torre (beffroi) del Ayuntamiento, catalogada por la Unesco
- El faro en Cabo Gris-Nez
- La playa.

### Espacios culturales
- Museo de Bellas Artes y del bordado
- Museo de la Segunda Guerra Mundial
- Centro Cultural Gérard Phillipe
- Escuela de Música y de Arte.
- La ciudad de Calais fundó en 2013 en el centro comercial de la ciudad un centro artístico y cultural con posibilidades de compra. Los osos Buddy fue la primera inauguración de una gran exposición de arte en el nuevo centro cultural.

## Ciudades hermanadas
- 25 de junio de 1964: Duisburgo (Alemania)
- Diciembre de 1971: Wismar (Alemania)
- Junio de 1973: Dover (Reino Unido)
- 19 de noviembre de 1976: Riga, capital de Letonia
- 8 de mayo de 2002: Brăila (Rumanía)
- 6 de septiembre de 2002: Bardejov (Eslovaquia)